# Grand Prix automobile du Japon 1987

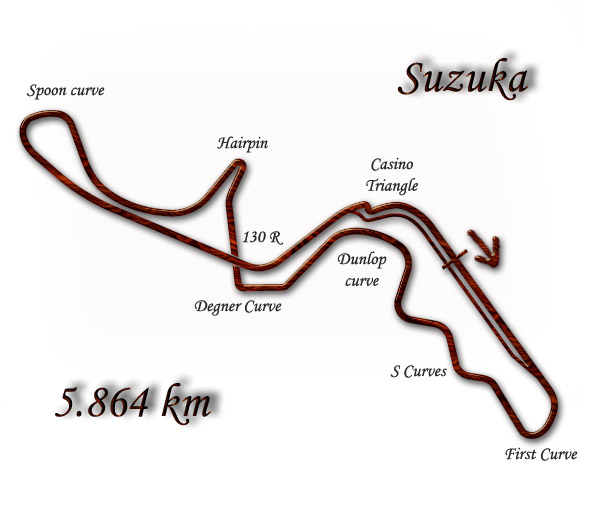
Circuit de Suzuka.

Le Grand Prix automobile du Japon 1987 est une course de Formule 1 qui s'est déroulée le 1er novembre 1987 sur le circuit de Suzuka.

## Classement
| Pos. | No | Pilote             | Écurie                 | Tours | Temps/Abandon                      | Grille | Points |
| ---- | -- | ------------------ | ---------------------- | ----- | ---------------------------------- | ------ | ------ |
| 1    | 28 | Gerhard Berger     | Ferrari                | 51    | 1 h 32 min 58 s 072 (192,847 km/h) | 1      | 9      |
| 2    | 12 | Ayrton Senna       | Lotus-Honda            | 51    | + 17 s 384                         | 7      | 6      |
| 3    | 2  | Stefan Johansson   | McLaren-TAG            | 51    | + 17 s 694                         | 9      | 4      |
| 4    | 27 | Michele Alboreto   | Ferrari                | 51    | + 1 min 20 s 441                   | 4      | 3      |
| 5    | 20 | Thierry Boutsen    | Benetton-Ford          | 51    | + 1 min 25 s 576                   | 3      | 2      |
| 6    | 11 | Satoru Nakajima    | Lotus-Honda            | 51    | + 1 min 36 s 479                   | 11     | 1      |
| 7    | 1  | Alain Prost        | McLaren-TAG            | 50    | + 1 tour                           | 2      |        |
| 8    | 3  | Jonathan Palmer    | Tyrrell-Ford           | 50    | + 1 tour                           | 19     |        |
| 9    | 18 | Eddie Cheever      | Arrows-Megatron        | 50    | + 1 tour                           | 12     |        |
| 10   | 17 | Derek Warwick      | Arrows-Megatron        | 50    | + 1 tour                           | 13     |        |
| 11   | 7  | Riccardo Patrese   | Brabham-BMW            | 49    | Moteur                             | 8      |        |
| 12   | 4  | Philippe Streiff   | Tyrrell-Ford           | 49    | + 2 tours                          | 25     |        |
| 13   | 26 | Piercarlo Ghinzani | Ligier-Megatron        | 48    | Panne d'essence                    | 24     |        |
| 14   | 29 | Yannick Dalmas     | Larrousse-Ford         | 47    | + 4 tours                          | 22     |        |
| 15   | 6  | Nelson Piquet      | Williams-Honda         | 46    | Moteur                             | 5      |        |
| Abd. | 25 | René Arnoux        | Ligier-Megatron        | 44    | Panne d'essence                    | 17     |        |
| Abd. | 21 | Alex Caffi         | Osella-Alfa Romeo      | 43    | Panne d'essence                    | 23     |        |
| Abd. | 14 | Roberto Moreno     | AGS-Ford               | 38    | Panne électrique                   | 26     |        |
| Abd. | 24 | Alessandro Nannini | Minardi-Motori Moderni | 35    | Moteur                             | 14     |        |
| Abd. | 9  | Martin Brundle     | Zakspeed               | 32    | Surchauffe                         | 15     |        |
| Abd. | 8  | Andrea De Cesaris  | Brabham-BMW            | 26    | Turbo                              | 10     |        |
| Abd. | 19 | Teo Fabi           | Benetton-Ford          | 16    | Moteur                             | 6      |        |
| Abd. | 10 | Christian Danner   | Zakspeed               | 13    | Moteur                             | 16     |        |
| Abd. | 16 | Ivan Capelli       | March-Ford             | 13    | Accident                           | 20     |        |
| Abd. | 23 | Adrian Campos      | Minardi-Motori Moderni | 2     | Moteur                             | 21     |        |
| Abd. | 30 | Philippe Alliot    | Larrousse-Ford         | 0     | Collision                          | 18     |        |
| Np.  | 5  | Nigel Mansell      | Williams-Honda         |       | Accident aux essais                |        |        |

## Pole position et record du tour
- Pole position : Gerhard Berger en 1 min 40 s 042 (vitesse moyenne : 210,835 km/h).
- Meilleur tour en course : Alain Prost en 1 min 43 s 844 au 35e tour (vitesse moyenne : 203,116 km/h).

## Tours en tête
- Gerhard Berger : 50 (1-24 / 26-51)
- Ayrton Senna : 1 (25)

## À noter
- 2e victoire pour Gerhard Berger.
- 92e victoire pour Ferrari en tant que constructeur.
- 92e victoire pour Ferrari en tant que motoriste.
- Nigel Mansell se blesse sérieusement aux essais.